# Rickettsiales
Rickettsiales (або rickettsias) — порядок маленьких за розміром протеобактерій, що містить три відомі родини. Більшість описаних видів живуть як ендосимбіонти всередині інших клітин. Деякі з них — відомі патогени, зокрема Rickettsia, яка спричинює різноманітні хвороби людини.
Ряд важливий для еволюції ще у одному аспекті: генетичні дослідження вже остаточно  підтвердили ендосимбіотичну теорію згідно з якою мітохондрії і пов'язані органели розвинулися із членів цієї групи. За деякими гіпотезами, віруси також могли виникнути з них, або із подібних до них організмів.
Rickettsiales є однією з найменш досліджених груп протеобактерій, значною мірою через труднощі в культивування. Спочатку група включала всіх облігатних ендосимбіотичних бактерій, проте ряд видів були вилучені пізніше, наприклад Coxiella burnetii, збудник гарячки Ку. Екологічні зразки знайшли різноманітність генів, які походять від цієї групи, що вказує і на ряд вільно живучих планктонних видів. Вони включають SAR11, пізніше культивовану як Pelagibacter ubique, одну з найпоширеніших бактерій у світі. Станом на 2005 її класифікація залишалася не остаточно встановленою.